# Simulium feuerborni
Simulium feuerborni är en tvåvingeart som beskrevs av Edwards 1934. Simulium feuerborni ingår i släktet Simulium och familjen knott. Inga underarter finns listade i Catalogue of Life.